# 거창 가섭암지 마애여래삼존입상
거창 가섭암지 마애여래삼존입상(居昌 迦葉庵址 磨崖如來三尊立像)은 대한민국 경상남도 거창군 가섭암지에 있는, 고려 시대의 마애 여래 삼존불 입상이다.
금원산 자연휴양림 위쪽의 거대한 천연동굴의 직립암벽을 얕게 파고 부조한 마애불로 침잠한 얼굴표정과 특이한 대좌형식 등에서 토속적인 느낌을 강하게 풍기는 불상이다. 중앙의 본존불은 소발의 머리 위에 육계가 큼직하게 있다. 넓적한 얼굴은 작은 눈과 입, 세모꼴의 뭉툭한 코, 납작하고 긴 귀 등은 토속적인 느낌이 강하다. 밋밋한 어깨에 신체의 부피감은 약화되었고 통견의 대의는 평판적이며, 간결한 옷주름이 중첩되어 있다. 대의 하단은 짧게 표현되어 두 다리가 길게 노출되었다.
1971년 7월 7일 대한민국의 보물 제530호 가섭암지마애삼존불상(迦葉庵址磨崖三尊佛像)으로 지정되었다가, 2010년 8월 25일 현재의 명칭으로 변경되었다.

## 개요
바위면 전체를 배(舟) 모양으로 파서 몸에서 나오는 빛을 형상화한 광배(光背)를 만들고 그 안에 삼존불(三尊佛) 입상을 얕게 새기고 있다.
중앙의 본존불은 얼굴이 비교적 넙적하며, 얼굴에 비하여 작은 눈·코·입, 밋밋하고 긴 귀 등에서 둔중하고 토속적인 인상을 풍긴다. 신체의 표현은 각지게 처리된 어깨, 굴곡 없이 차분한 가슴, 막대 같은 다리와 좌우로 벌린 발 등에서 고려시대의 형식화된 면이 보인다. 좌·우 협시보살은 본존불과 거의 같은 형식으로 조각되었지만 어깨의 표현이 본존불보다는 부드러운 곡선을 하고 있다.
끝이 날카로워진 연꽃무늬 대좌(臺座)와 새의 날개깃처럼 좌우로 뻗친 옷자락 등은 삼국시대의 양식과 비슷하지만, 형식화되고 도식적인 요소가 보인다. 결국 이 불상은 삼국시대 불상의 양식을 계승하면서도 고려적인 요소가 반영된 마애불상임을 알 수 있다.